# Kwartsiet van Wommersom
Kwartsiet van Wommersom is een natuursteen die wordt gevonden bij het Belgische Wommersom (Vlaams-Brabant) waarvan in het Mesolithicum (de Midden-Steentijd, 12.000 tot 10.000 jaar geleden) werktuigen en wapens werden gemaakt. Andere in die tijd gebruikte materialen zijn vuursteen en kwartsiet van Tienen.
Artefacten van Wommersomkwartsiet zijn goed herkenbaar: Wommersomkwartsiet is een fijn, grijs kwartsiet met hier en daar een grovere korrel. De steensoort is uitermate geschikt voor het maken van kleinere werktuigen, voor 'microlitische spitsjes'. 
Met name tijdens het Rijn-Maas-Scheldemesolithicum werd Wommersomkwartsiet voor artefacten gebruikt. Werktuigen gemaakt van Wommersomkwartsiet kan men dus dateren en ze bakenen een economisch hinterland af. Werktuigen van Wommersomkwartsiet vonden hun verspreiding in het gebied tussen Schelde en Maas en de noordelijke Rijn. Er werden werktuigen van Wommersom gevonden tot in het Duitse Rijnland (Arora) en op de Veluwe in Nederland.

## Galerij
Verzameling Jan Tweepenninckx

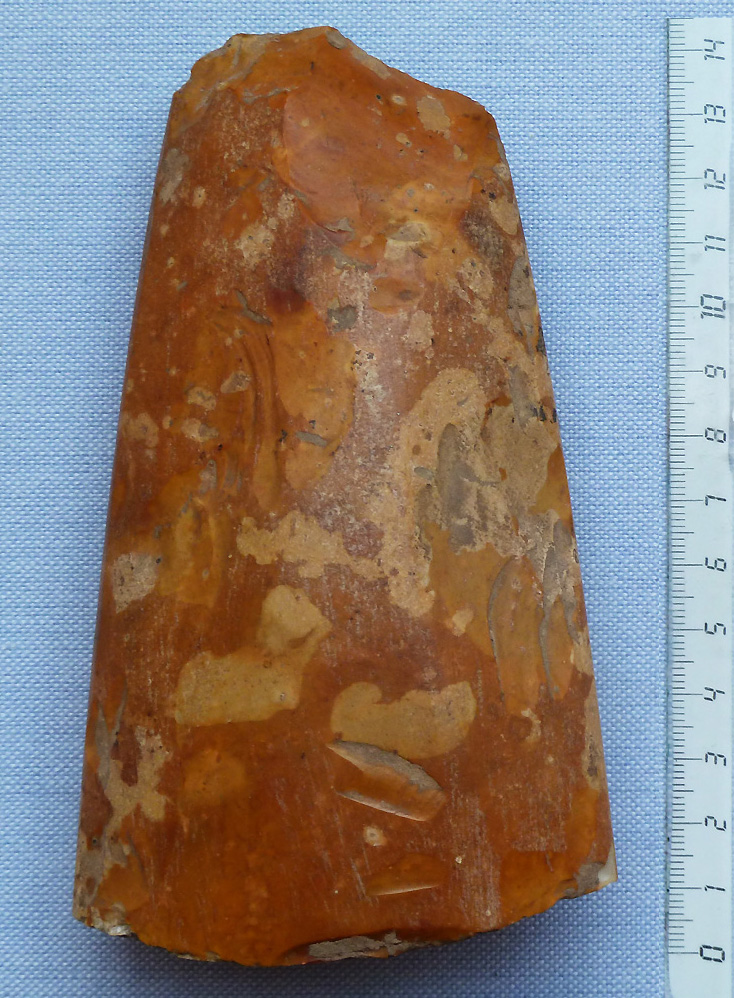
Neolithisch bijlfragment in kwartsiet van Wommersom (gevonden door Jan Tweepenninckx in Roosbeek, 2000 - gearchiveerd door KU Leuven)
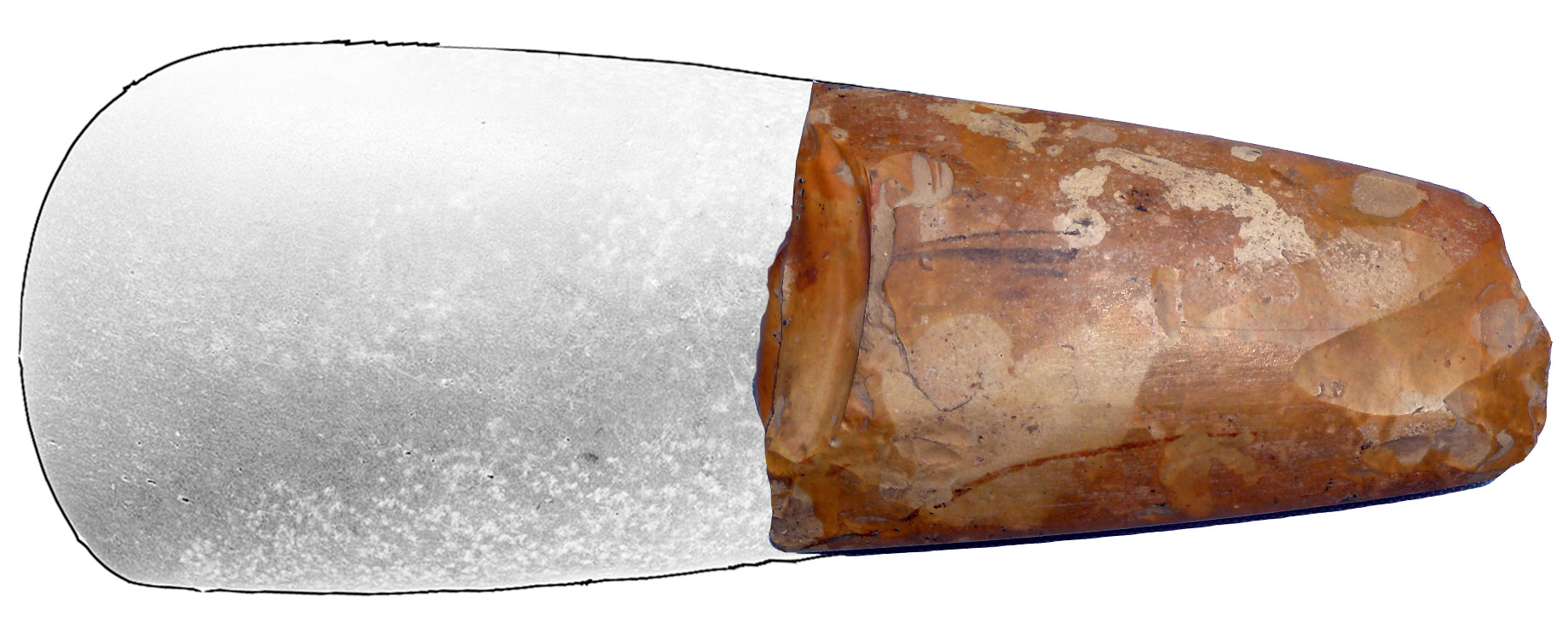
Reconstructietekening (deze bijl werd gebruikt voor houtontginning en was oorspronkelijk gevat in een houten steel - bron: KU Leuven)
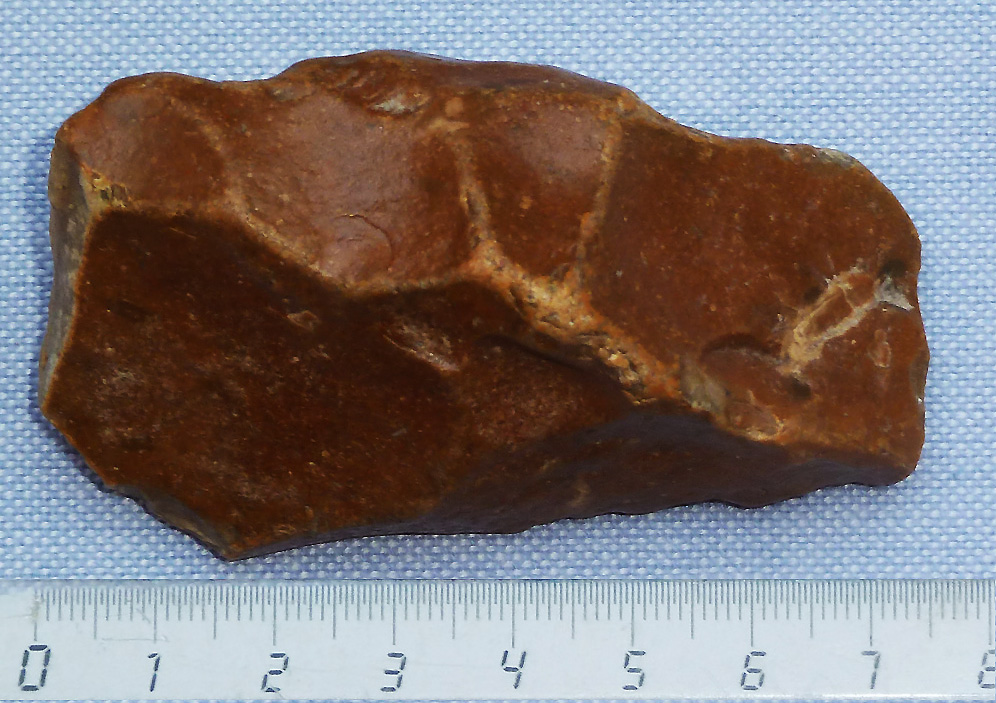
Kern met afslagsporen in Wommersom kwartsiet (gevonden door Jan Tweepenninckx in Hakendover, 1970)
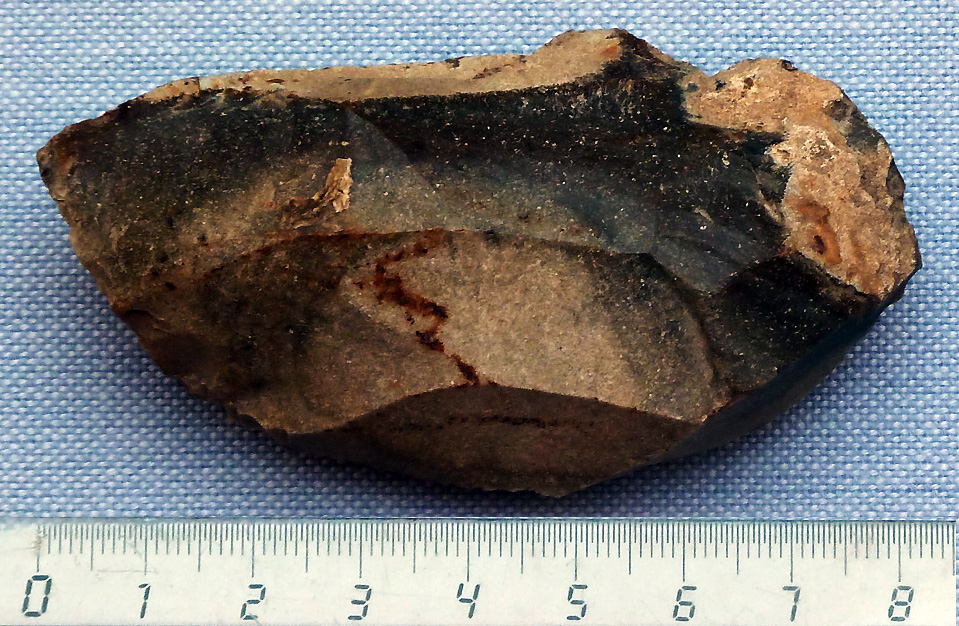
Kern met afslagsporen in Wommersom kwartsiet (gevonden door Jan Tweepenninckx in Hakendover, 1970)

Artefacten en microlieten van Wommersomkwartsiet uit de verzameling van de Eenheid Prehistorische Archeologie K.U. Leuven:

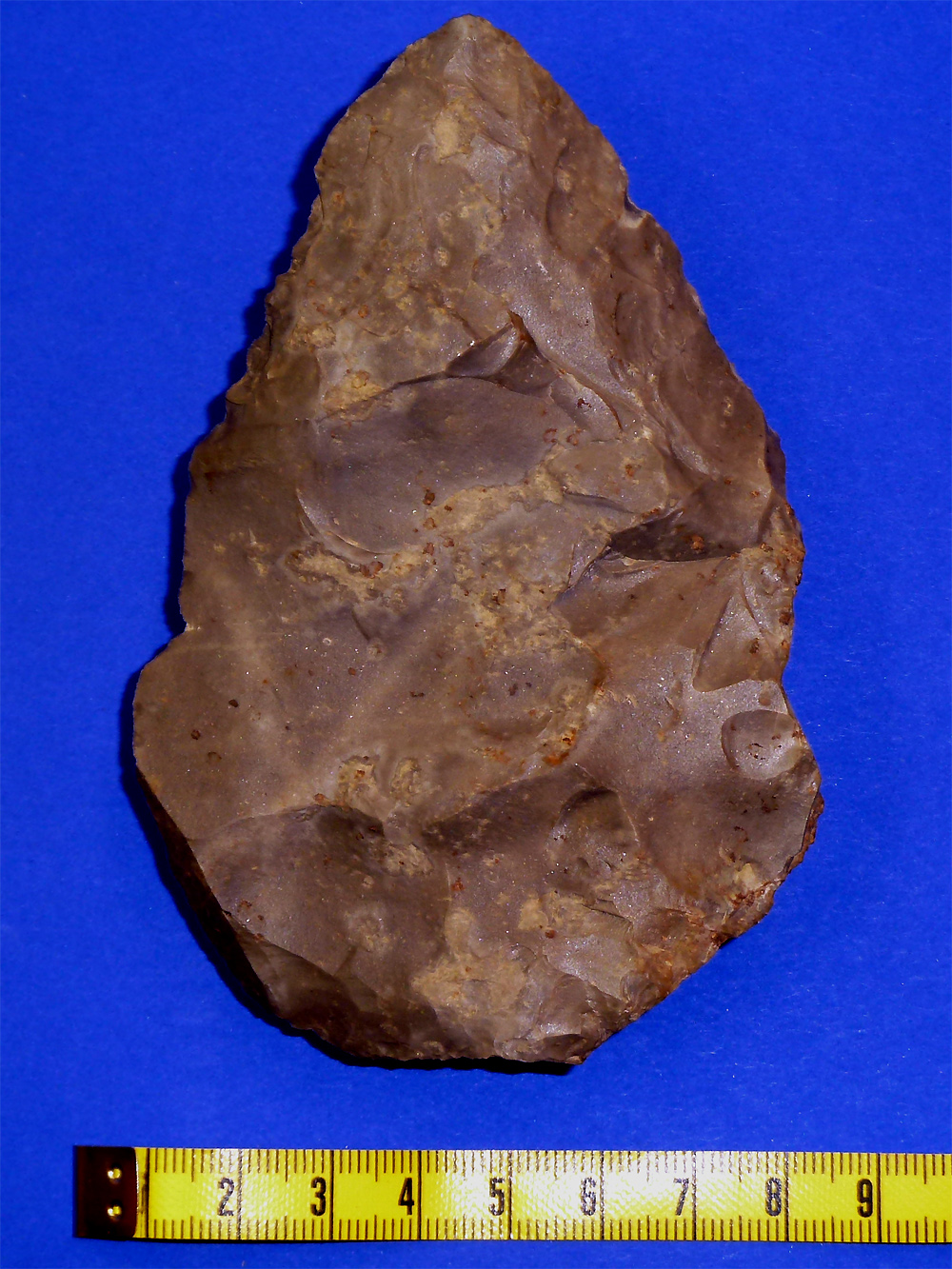
Paleolithische vuistbijl
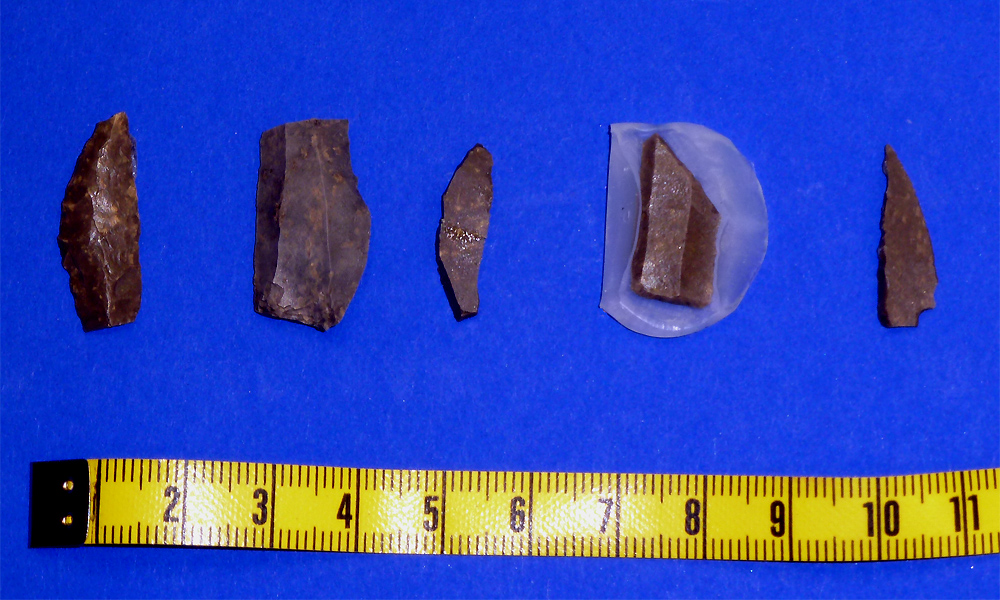
Microlieten
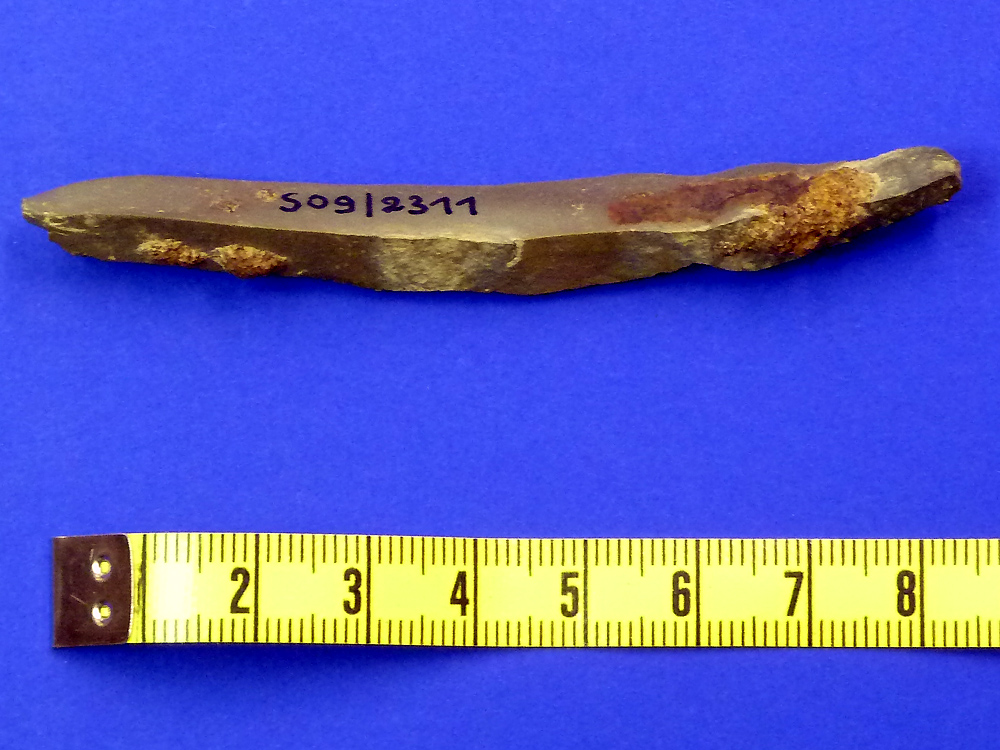
Afslag van een steker
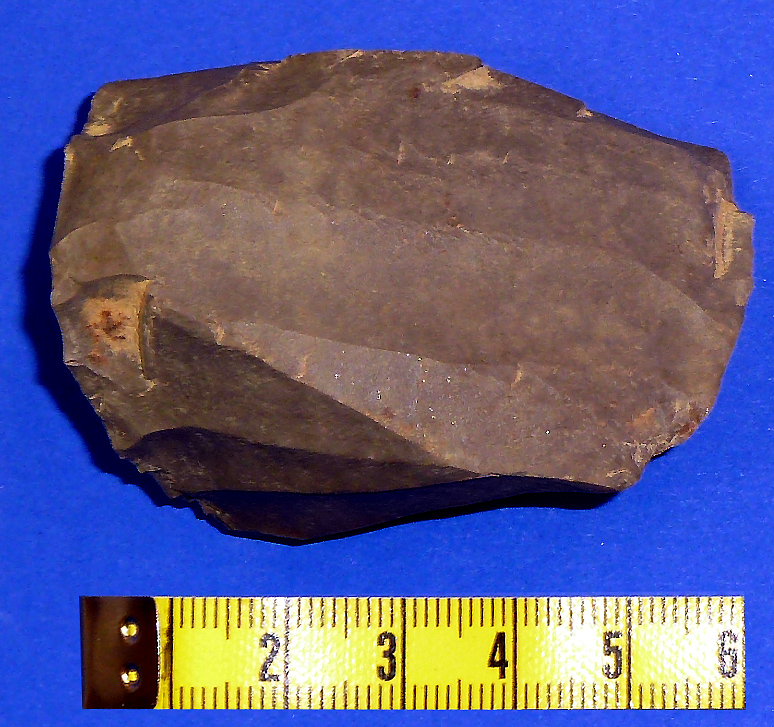
Kern met duidelijke afslagen
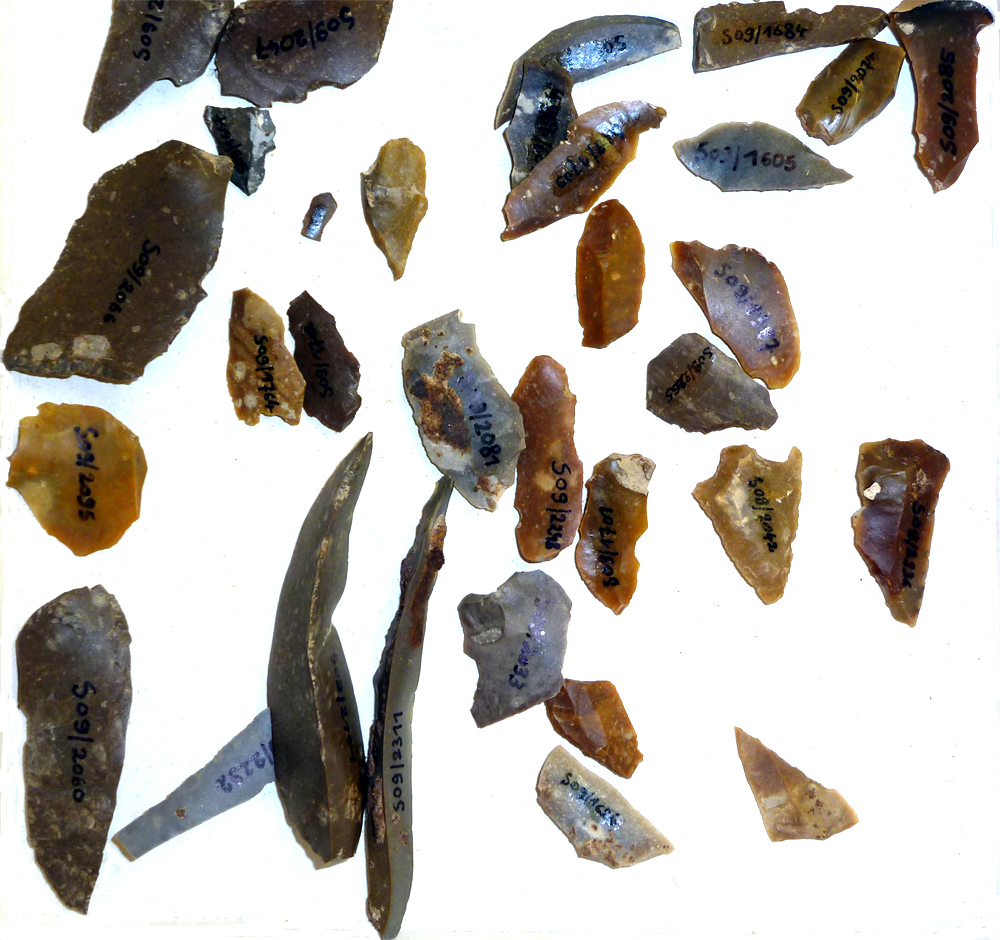
Microlieten (opgravingen Stevoort 2009)
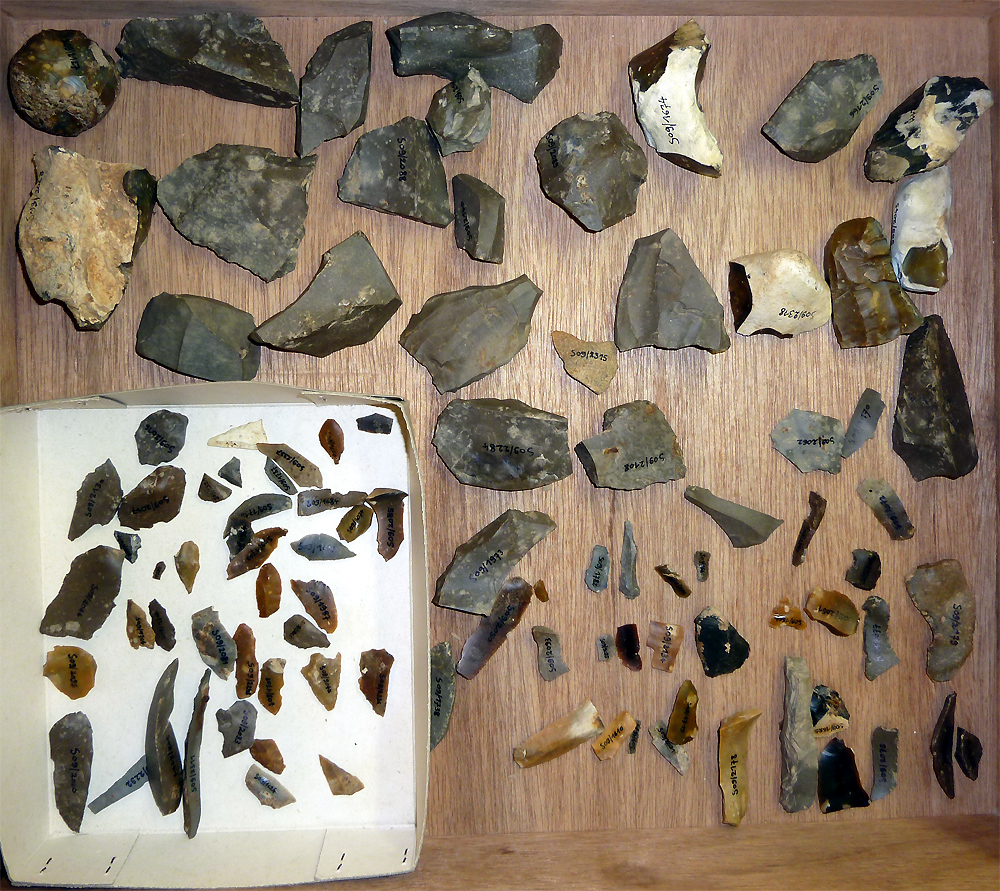
Alle artefacten en microlieten van de opgravingen in Stevoort 2009